# Baazaar
Baazaar – album polskiego wibrafonisty jazzowego Jerzego Miliana nagrany z udziałem muzyków tworzących Jerzy Millian Trio.
Wszystkie utwory na płycie to kompozycje lidera (jedynie otwierające płytę „Memory of Bach” to dzieło Miliana i Krzysztofa Komedy. Nagrania zrealizowano w czerwcu 1969 w Warszawie. LP został wydany w 1969 przez Polskie Nagrania „Muza” w wersji monofonicznej XL 0555 (matryce M-3 XW-1149, M-3 XW-1150) i stereofonicznej SXL (matryce S-3 XW-1149, S-3 XW-1150). Była to jednocześnie 17. płyta z serii Polish Jazz. Reedycje albumu na płytach CD ukazały się w 2005 roku (Polskie Nagrania PNCD 1017) oraz na płytach CD i LP w roku 2014 (GAD Records GAD CD 017, GAD LP 003).

## Muzycy
- Jerzy Milian – wibrafon, marimba (3, 6)
- Jacek Bednarek – kontrabas, gidjak
- Grzegorz Gierłowski – perkusja

oraz
- Ewa Wanat – śpiew (2, 4, 5, 8), recytacja (3)
- Janusz Mych – flet (4)

## Lista utworów
Strona A
| 1. | „Memory of Bach”                            | 2:55  |
|    |                                             |       |
| 2. | „My Favourite Band”                         | 5:00  |
|    |                                             |       |
| 3. | „Rewelacyjny Luciano” (Sensational Luciano) | 4:00  |
|    |                                             |       |
| 4. | „Szkice ludowe” (Folk Sketches)             | 4:00  |
|    |                                             |       |
|    |                                             | 15:55 |
|    |                                             |       |
Strona B
| 5. | „Tempus Jazz 67”                          | 4:15  |
|    |                                           |       |
| 6. | „Bazar w Aszchabadzie” (Ashkhabad Bazaar) | 5:40  |
|    |                                           |       |
| 7. | „Serial Rag”                              | 1:55  |
|    |                                           |       |
| 8. | „Valse ex Cathedra”                       | 5:09  |
|    |                                           |       |
|    |                                           | 16:59 |
|    |                                           |       |
Bonusy na wydaniu GAD Records (2014)
| 9.  | „Song Polly”        | 4:03  |
|     |                     |       |
| 10. | „Serial Rag”        | 2:45  |
|     |                     |       |
| 11. | „Valse ex Cathedra” | 7:26  |
|     |                     |       |
| 12. | „Nokturn”           | 4:12  |
|     |                     |       |
|     |                     | 18:26 |
|     |                     |       |

## Informacje uzupełniające
- Reżyser nagrania – Zofia Gajewska
- Inżynier dźwięku – Jacek Złotkowski
- Projekt okładki i zdjęcia – Marek Karewicz
- Omówienie płyty (tekst na okładce) – Jerzy Radliński